# Defleshed
Defleshed est un groupe suédois de death metal, originaire d'Uppsala. Le groupe est formé en 1991 par le guitariste Lars Löfven (ex-Convulsion, Inanimate). Le groupe se sépare en 2005 et revient plus de 15 ans plus tard, en 2021, sortant l'album Grind over Matter en 2022 chez Metal Blade Records.

## Histoire
Le groupe est formé vers la fin de l'année 1991, et composé du batteur Oskar Karlsson, des guitaristes Kristoffer Griedl et Lars Löfven et du chanteur Robin Dohlk. En 1992, ils enregistrent deux démos, Defleshed et Abrah Kadavrah. Johan Hedman participe au chant sur Abrah Kadavrah. Au cours de l'année, Gustaf Jorde, un nouveau chanteur et bassiste, rejoint le groupe. En 1993, ils sortent une nouvelle démo, Body Art qui leur permet de signer un contrat avec Invasion Records, et de sortir l'EP Ma Belle Scalpelle en 1994.
En 1995, Matte Modin (ex-Dark Funeral, Raised Fist) remplace le batteur Oskar Karlsson (qui fait désormais également partie de Raised Fist). Un an plus tard, le guitariste Griedl quitte le groupe. Leurs deux premiers albums, Abrah Kadavrah (1996) et Under the Blade (1998), sont publiés par Invasion Records. La sortie du deuxième album est suivie d'une tournée en Europe avec In Flames et Borknagar. En 1996, l'album Fast Forward est publié par War Music, et l'album live Death…   The High Cost of Living par Raw Music. Ces sorties sont suivies d'une tournée en Europe avec Cannibal Corpse, et une petite tournée au Japon.
En 2002, l'album Royal Straight Flesh est publié par Regain Records. Il est enregistré aux Berno Studios et mixé par Daniel Bergstrand aux Dugout Studios. Le dernier album, intitulé Reclaim the Beat, sort en 2005 sur Regain Records. Le groupe se sépare la même année.
Le groupe se reforme en 2021 signant au passage avec le label Metal Blade Records, et sort un nouvel album, Grind over Matter, en octobre 2022,.

## Style musical
Le groupe joue un mélange rapide de thrash metal et de death metal. Le chant agressif est caractéristique.

## Discographie

### Albums studio
- 1996 : Abrah Kadavrah (Invasion Records)
- 1997 : Under the Blade (Invasion Records)
- 1999 : Fast Forward (War Music)
- 1999 : Death… The High Cost of Living (album live, Raw Records)
- 2002 : Royal Straight Flesh (Regain Records)
- 2005 : Reclaim the Beat (Regain Records)
- 2022 : Grind over Matter (Metal Blade)

### EP
- 1994 : Ma Belle Scalpelle (Regain Records)

### Démos
- 1992 : Defleshed
- 1992 : Abrah Kadavrah
- 1993 : Body Art

### Singles
- 1993 : Obsculum obscenum (Miscarriage Records)